# Wat er van ons wordt verwacht

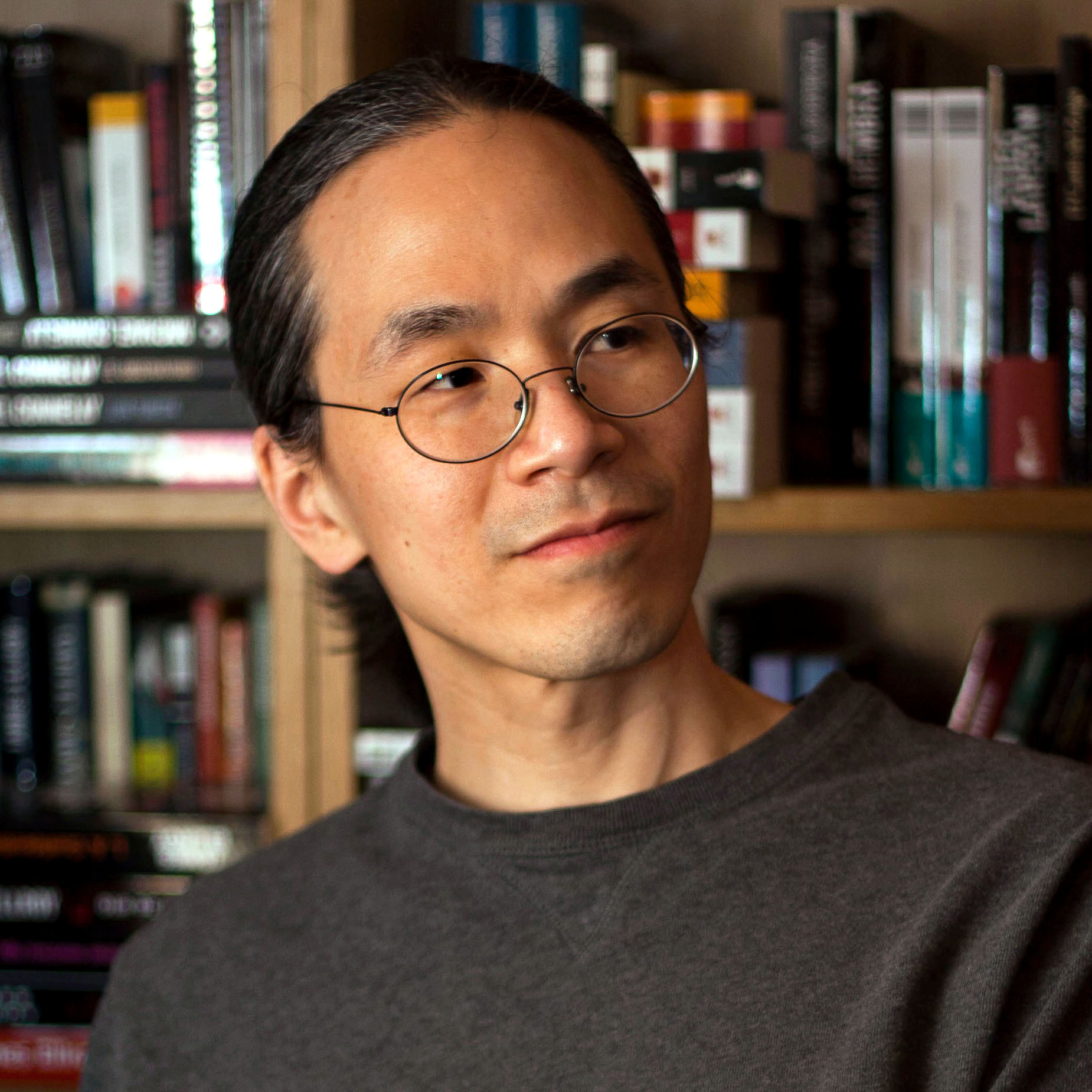
Chiang in 2011

Wat er van ons wordt verwacht (oorspronkelijke titel: Exhalation: Stories) is een korteverhalenbundel van de Amerikaanse schrijver Ted Chiang. Het boek werd oorspronkelijk uitgebracht op 7 mei 2019 door Alfred A. Knopf. Dit is Ted Chiangs tweede bundel, na De verhalen van jouw leven en anderen uit 2002. Het boek bevat negen verhalen die wetenschapsfilofische vraagstukken behandelen, zoals de plek van de mensheid in het universum, de aard van de mens, spijt, bio-ethiek, virtual reality, vrije wil en determinisme, tijdreizen, parallelle universa en intelligente robots.

## Inhoud
Het boek bevat de volgende negen verhalen:
- 'De Koopman en de Poort van de Alchemist ' (oorspronkelijk gepubliceerd door Subterranean Press in 2007; Nebula Award, Hugo Award en Seiun Award winnaar)
- 'Uitademing' (oorspronkelijk gepubliceerd in Eclipse 2 in 2008; BSFA, Locus Award en Hugo Award)
- 'Wat er van ons wordt verwacht' (oorspronkelijk gepubliceerd in Nature, Volume 436 Issue 7047, 6 juli 2005)
- 'De Levenscyclus van Software-objecten ' (oorspronkelijk gepubliceerd door Subterranean Press in 2010; Hugo Award en Locus Award)
- 'Daceys Automatische Oppas' (oorspronkelijk gepubliceerd in The Thackery T. Lambshead Cabinet of Curiosities (onder redactie van Jeff VanderMeer en Ann VanderMeer ) juni 2011, Harper Voyages)
- 'De Waarheid van Feiten, de Waarheid van Gevoelens' (oorspronkelijk gepubliceerd door Subterranean Press Magazine, augustus 2013; finalist Hugo Award)
- 'De Grote Stilte' (oorspronkelijk gepubliceerd door e-flux journal, 2015)
- 'Omphalos' (finalist Hugo Award)
- 'Angst is de Duizeligheid van Vrijheid ' (finalist Hugo Award en Nebula Award)

## Ontvangst
Joyce Carol Oates van The New Yorker verklaarde: "De verhalen in Wat er van ons wordt verwacht zijn meestal niet zo magisch inventief als die in Chiang's eerste collectie, maar toch is de kans groot dat ze in het geheugen blijven hangen zoals raadsels kunnen blijven hangen - plagend, kwellend, verhelderend, opwindend."  Een recensent van Kirkus Reviews schreef: "Visionaire speculatieve verhalen die de manier waarop lezers zichzelf en de wereld om hen heen zien zullen veranderen: dit boek lost de verwachtingen ruimschoots in"  Constance Grady van Vox gaf het boek vier van de vijf punten en zei: "De verhalen in Wat er van ons wordt verwacht zijn een lichtend voorbeeld van sciencefiction op zijn best. Ze nemen zowel de wetenschap als het humanisme zeer serieus, en daarom is het zo bevredigend om de glanzende, ingewikkelde machine van Chiang aan het werk te zien: je weet dat wat de machine ook bouwt, je iets nieuws over mensen te lezen zal krijgen."  Adam Morgan van The AV Club zei: "Maar als er iets in dit boek een kans heeft om de volgende Arrival te worden, dan is het wel het 70 pagina's tellende verhaal dat de verzameling afsluit, "Angst is de Duizeligheid van Vrijheid."  Een recensent van Publishers Weekly verklaarde: "Deze negen verhalen introduceren levensveranderende uitvindingen en nieuwe werelden met radicaal verschillende fysieke wetten. In elk verhaal produceert Chiang diep ontroerend drama vanuit fascinerende eerste uitgangspunten."  De titel stond ook op de zomerleeslijst van president Barack Obama voor 2019. 
Het boek werd door The New York Times Book Review uitgeroepen tot een van de beste tien boeken van 2019. 